# Райт, Фрэнсис
Фрэнсис Райт, также известна как Фанни Райт (анг. Frances Wright/Fanny Wright, 6 сентября 1795 — 13 декабря 1852) — философ, лектор, аболиционист, писатель, и социальный реформатор. Родилась в Шотландии, но позже стала гражданкой США. Основала коммуну Нашоба (Nashoba Community) в штате Теннесси, которая была нацелена на подготовку рабов к освобождению, но просуществовала всего 5 лет. Также известна сочинением «Взгляд на общество и манеры в Америке» (англ. Views of Society and Manners in America).

## Детство
Родилась в Шотландии в семье Камиллы Кэмпбелл и богатого предпринимателя и политического радикала Джеймса Райта. Её отец знал Адама Смита и вел переписку с французскими республиканцами, включая Жильбера Ла Файета. Родители Фрэнсис умерли молодыми, но осиротевшая в три года девочка получила внушительное наследство. Опеку над ней взяла на себя тетя по материнской линии, она забрала Фрэнсис в Англию. Там девочка получила воспитание, основанное на французском материализме.
В 16 лет она вернулась в Шотландию, где жила в доме своего двоюродного дяди и проводила зимы, занимаясь учёбой, чтением и письмом. К 18 года Райт написала свою первую книгу.

## Деятельность в Соединенных Штатах
Впервые в США Фрэнсис приехала в 23 года и провела там два года. Она выступала за равные права между мужчинами и женщинами, была феминисткой. Фрэнсис критиковала религиозные организации, институт брака и капитализм. Она открыто выступала за доступную контрацепцию и сексуальную свободу. Вместе с Робертом Оуэном Райт добивалась от властей открытия бесплатных школ. Она выступала за бесплатное образование для всех детей, старше двух лет. Также Райт боролась за отмену рабства. Своей деятельность в Америке она поддерживала слова французского философа Шарля Фурье о том, что «прогресс цивилизаций зависит от прогресса женщин».

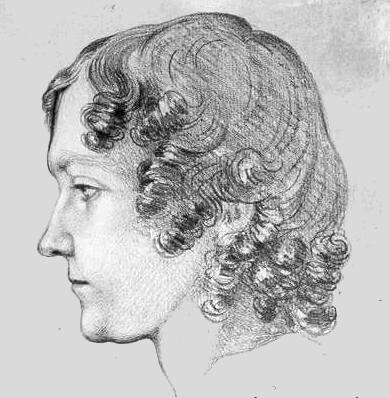
Портрет Райт. 1835 год.

Райт была соосновательницей газеты Free Inquirer. Она написала «Взгляд на общество и манеры в Америке» и «Пара дней в Афинах» (посвященный философии Эпикура). Эти публикации сыграли значительную роль в жизни Райт. Благодаря им она завела много знакомых а Америке и впоследствии снова вернулась туда из Шотландии, став одной из создателей социальной реформы. Её работы были переведены на несколько языков и приобрели широкую известность в Великобритании, США и Европе.
В 1824—1825 Райт снова посещает Соединенные Штаты. Осенью 1825 года, недалеко от города Мемфиса, она основывает коммуну Нашоба. Примерно в это же время Райт публикует свою работу «План последовательного уничтожения рабства в Соединенных Штатах Америки». Она надеялась, что это убедить Конгресс содействовать освобождению рабов. Чтобы продемонстрировать, как можно освободить рабов без потери средств, Райт начала создавать фермерскую коммуну, где рабы могли бы заработать денег и купить свою свободу, при этом получив образование. Однако коммуна столкнулась с проблемами с самого начала своего существования. Она базировалась в кишащей комарами области (в которой, соответственно, была распространена малярия), а земля не могла обеспечить коммуну хорошим урожаем. В какой-то момент Фрэнсис была вынуждена покинуть Нашобу из-за болезни, а в её отсутствие временные руководители стали злоупотреблять властью, что привело к общественному скандалу. К моменту возвращения Райт в коммуну в 1828 году, Нашоба разорилась. Через два года Фрэнсис наняла корабль, чтобы отправить рабов из Нашобы в республику Гаити, которая была к тому времени уже свободной, где они могли бы жить как свободные граждани.

Позиция Райт по поводу рабства расходилась со многими демократами того времени, особенно из южных штатов. В то же время её активизм по защите прав рабочих отдалил её от ведущих аболиционистов. В 1833—1836 годах её лекции о рабстве и других социальных институтах привлекли внимание и вызвали восторг у широкой аудитории, что привело к созданию так называемых «обществ Фанни Райт»

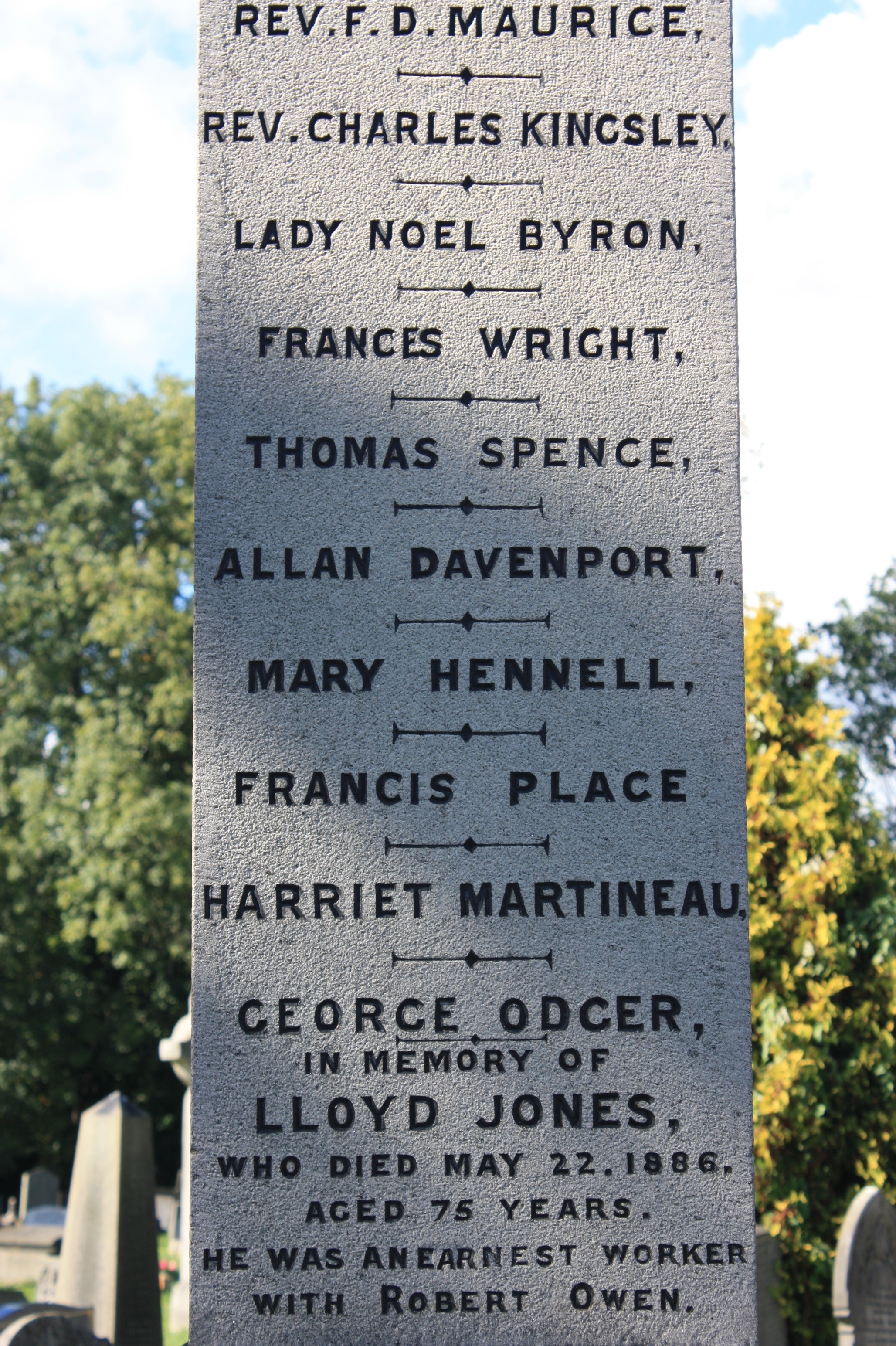
Имя Фрэнсис Райт на мемориальной доске, посвященной реформаторам

## Память
Имя Фрэнсис Райт указанно на «мемориале реформаторов» на кладбище Кенсал-Грин в Лондоне.
Также существует мемориальная доска на стене дома, в котором она родилась.